# Regan Hood
Regan Elizabeth Hood Scott (Lafayette, 10 agosto 1983) è una pallavolista statunitense, di ruolo schiacciatrice.

## Carriera

### Club
La carriera di Regan Hood inizia a livello universitario con la Louisiana State, con la quale gioca nella NCAA Division I dal 2001 al 2004. Debutta da professionista nella stagione 2005-06, vestendo la maglia dell'Ícaro, squadra della serie cadetta del campionato spagnolo. Dopo una stagione al DOK Dwingeloo nel campionato neerlandese, ritorna in Spagna per vestire la maglia dell'Albacete.
Gioca poi per tre stagioni nel campionato francese, vestendo la maglia del Terville Florange nel 2008-09 e quella dell'ASPTT Mulhouse dal 2009-10 al 2010-11, disputando due finali scudetto ed una finale di Coppa di Francia.
Nella stagione 2011-12 gioca nella Superliqa azera col Baku, squadra con la quale raggiunge la finale di Challenge Cup, persa nel derby contro la Lokomotiv Bakı Voleybol Klubu. Nella stagione successiva gioca invece nella Divizia A1 rumena con la Dinamo Bucarest, raggiungendo la finale sia in campionato che in Coppa di Romania.
Nella stagione 2013-14 viene ingaggiata dall'İlbank, squadra della Voleybol 1. Ligi turca. Al termine degli impegni della stagione seguente col club di Ankara, firma con le Criollas de Caguas, franchigia della Liga de Voleibol Superior Femenino con cui disputa le fasi finali del campionato 2015, vincendo lo scudetto.
Nel campionato 2015-16 torna in Turchia, questa volta difendendo i colori del Sarıyer, mentre nel campionato successivo approda in Polonia al MKS di Dąbrowa Górnicza, in Liga Siatkówki Kobiet, militandovi solo per qualche mese, prima di trasferirsi in Indonesia al Gresik Petrokimia per la Proliga 2017.
Per la stagione 2017-18 è ancora in Turchia, ma in divisione cadetta, giocando per il Samsun BB, mentre in quella successiva approda alla Savino Del Bene in Serie A1 italiana, che lascia già nel dicembre 2018 per concludere l'annata in Grecia con l'Olympiakos, in Volley League, con cui vince la Coppa di Grecia 2018-19 e due scudetti. 
Nel gennaio 2021, durante la sua terza stagione con la formazione de Il Pireo, a causa dei problemi organizzativi del campionato greco, torna in Divizia A1, dove difende per il resto dell'annata i colori dell'Alba-Blaj, conquistando la Coppa di Romania. In seguito partecipa alla Liga de Voleibol Superior Femenino 2021 con le Leonas de Ponce, senza tuttavia concludere l'annata.

### Nazionale
Nel 2011 debutta nella nazionale statunitense, prendendo parte ai XVI Giochi panamericani, dove vince la medaglia di bronzo. In seguito vince la medaglia d'argento alla Coppa panamericana 2014.

## Palmarès

### Club
- Campionato portoricano: 1

2015
- Campionato greco: 2

2018-19, 2019-20
- Coppa di Grecia: 1

2018-19
- Coppa di Romania: 1

2020-21

### Nazionale (competizioni minori)
- Giochi panamericani 2011
- Coppa panamericana 2014